# 天主教圣马力诺-蒙特费尔特罗教区
天主教聖馬力諾-蒙特費爾羅教區（拉丁語：Dioecesis Sammarinensis-Feretrana），是義大利一個天主教教區。屬拉韋納-切爾維亞總教區。
教區橫跨里米尼省和佩薩羅-烏爾比諾省，並包括聖馬力諾全境。座堂位於彭納比利。現任教區為主教為路易·內格里。2010年有教友64,004人，佔總人口94.8%。有八十一個堂區（其中十二個位於聖馬力諾）、司鐸八十一位。
最早有名考的主教可以追溯至862年，但史家相信教區早於7世紀已存在。1977年易名至今。